# 619
Il 619 (DCXIX in numeri romani) è un anno  del VII secolo.

## Eventi
Maometto, rimasto vedovo di Khadīja bt. Khuwaylid, prende in moglie Khawla bt. Zamʿa e ʿĀʾisha bt. Abī Bakr
Eleuterio, esarca di Ravenna, nel dicembre 619 si ribella all'imperatore di Bisanzio, Eraclio, e si autoproclama Imperatore Romano d'Occidente. Dalle monete fatte coniare dalla zecca di Ravenna da Eleuterio a suo nome durante la rivolta risulta che l'usurpatore abbia assunto il nome Ismailius, il quale si recò successivamente dall'arcivescovo di Ravenna Giovanni IV per farsi incoronare ufficialmente ma il porporato evitò di prendersi questa responsabilità (forse temendo l'ira di Eraclio nel caso che l'usurpazione fosse fallita) e consigliò, piuttosto, di recarsi a Roma per farsi incoronare dal papa:  secondo lo studioso Classen, si tratterebbe della «prima marcia di incoronazione a Roma della storia del mondo».  La sua avventura però è effimera: egli fu ucciso, presso Castrum Luceoli, dai soldati rimasti fedeli all'imperatore di Bisanzio nel mentre che cercava di raggiungere la città eterna. È l'ultima volta nella storia che si tenta di far risorgere l'Impero Romano d'Occidente.

## Nati
- Disibodo d'Irlanda, monaco cristiano, vescovo e santo irlandese († 700)

## Morti
- 2 febbraio - Lorenzo di Canterbury, vescovo e santo britannico
- Abū Ṭālib, mercante arabo
- Dharmagupta, monaco buddhista e traduttore indiano
- Giovanni l'Elemosiniere, vescovo e santo bizantino (n. 556)
- Giovanni I, patriarca cattolico italiano
- Jñānagupta, monaco buddhista e traduttore indiano (n. 523)
- Khadīja bint Khuwaylid, mercante araba (n. 555)

## Calendario
| Calendario 619 | Calendario 619 | Calendario 619 | Calendario 619 | Calendario 619 | Calendario 619 | Calendario 619 | Calendario 619 | Calendario 619 | Calendario 619 | Calendario 619 | Calendario 619 | Calendario 619 | Calendario 619 | Calendario 619 | Calendario 619 | Calendario 619 | Calendario 619 | Calendario 619 | Calendario 619 | Calendario 619 | Calendario 619 | Calendario 619 | Calendario 619 | Calendario 619 | Calendario 619 | Calendario 619 | Calendario 619 | Calendario 619 | Calendario 619 | Calendario 619 | Calendario 619 | Calendario 619 |
| -------------- | -------------- | -------------- | -------------- | -------------- | -------------- | -------------- | -------------- | -------------- | -------------- | -------------- | -------------- | -------------- | -------------- | -------------- | -------------- | -------------- | -------------- | -------------- | -------------- | -------------- | -------------- | -------------- | -------------- | -------------- | -------------- | -------------- | -------------- | -------------- | -------------- | -------------- | -------------- | -------------- |
|                | 1              | 2              | 3              | 4              | 5              | 6              | 7              | 8              | 9              | 10             | 11             | 12             | 13             | 14             | 15             | 16             | 17             | 18             | 19             | 20             | 21             | 22             | 23             | 24             | 25             | 26             | 27             | 28             | 29             | 30             | 31             |                |
| Gennaio        | Lu             | Ma             | Me             | Gi             | Ve             | Sa             | Do             | Lu             | Ma             | Me             | Gi             | Ve             | Sa             | Do             | Lu             | Ma             | Me             | Gi             | Ve             | Sa             | Do             | Lu             | Ma             | Me             | Gi             | Ve             | Sa             | Do             | Lu             | Ma             | Me             |                |
| Febbraio       | Gi             | Ve             | Sa             | Do             | Lu             | Ma             | Me             | Gi             | Ve             | Sa             | Do             | Lu             | Ma             | Me             | Gi             | Ve             | Sa             | Do             | Lu             | Ma             | Me             | Gi             | Ve             | Sa             | Do             | Lu             | Ma             | Me             |                |                |                |                |
| Marzo          | Gi             | Ve             | Sa             | Do             | Lu             | Ma             | Me             | Gi             | Ve             | Sa             | Do             | Lu             | Ma             | Me             | Gi             | Ve             | Sa             | Do             | Lu             | Ma             | Me             | Gi             | Ve             | Sa             | Do             | Lu             | Ma             | Me             | Gi             | Ve             | Sa             |                |
| Aprile         | Do             | Lu             | Ma             | Me             | Gi             | Ve             | Sa             | Do             | Lu             | Ma             | Me             | Gi             | Ve             | Sa             | Do             | Lu             | Ma             | Me             | Gi             | Ve             | Sa             | Do             | Lu             | Ma             | Me             | Gi             | Ve             | Sa             | Do             | Lu             |                |                |
| Maggio         | Ma             | Me             | Gi             | Ve             | Sa             | Do             | Lu             | Ma             | Me             | Gi             | Ve             | Sa             | Do             | Lu             | Ma             | Me             | Gi             | Ve             | Sa             | Do             | Lu             | Ma             | Me             | Gi             | Ve             | Sa             | Do             | Lu             | Ma             | Me             | Gi             |                |
| Giugno         | Ve             | Sa             | Do             | Lu             | Ma             | Me             | Gi             | Ve             | Sa             | Do             | Lu             | Ma             | Me             | Gi             | Ve             | Sa             | Do             | Lu             | Ma             | Me             | Gi             | Ve             | Sa             | Do             | Lu             | Ma             | Me             | Gi             | Ve             | Sa             |                |                |
| Luglio         | Do             | Lu             | Ma             | Me             | Gi             | Ve             | Sa             | Do             | Lu             | Ma             | Me             | Gi             | Ve             | Sa             | Do             | Lu             | Ma             | Me             | Gi             | Ve             | Sa             | Do             | Lu             | Ma             | Me             | Gi             | Ve             | Sa             | Do             | Lu             | Ma             |                |
| Agosto         | Me             | Gi             | Ve             | Sa             | Do             | Lu             | Ma             | Me             | Gi             | Ve             | Sa             | Do             | Lu             | Ma             | Me             | Gi             | Ve             | Sa             | Do             | Lu             | Ma             | Me             | Gi             | Ve             | Sa             | Do             | Lu             | Ma             | Me             | Gi             | Ve             |                |
| Settembre      | Sa             | Do             | Lu             | Ma             | Me             | Gi             | Ve             | Sa             | Do             | Lu             | Ma             | Me             | Gi             | Ve             | Sa             | Do             | Lu             | Ma             | Me             | Gi             | Ve             | Sa             | Do             | Lu             | Ma             | Me             | Gi             | Ve             | Sa             | Do             |                |                |
| Ottobre        | Lu             | Ma             | Me             | Gi             | Ve             | Sa             | Do             | Lu             | Ma             | Me             | Gi             | Ve             | Sa             | Do             | Lu             | Ma             | Me             | Gi             | Ve             | Sa             | Do             | Lu             | Ma             | Me             | Gi             | Ve             | Sa             | Do             | Lu             | Ma             | Me             |                |
| Novembre       | Gi             | Ve             | Sa             | Do             | Lu             | Ma             | Me             | Gi             | Ve             | Sa             | Do             | Lu             | Ma             | Me             | Gi             | Ve             | Sa             | Do             | Lu             | Ma             | Me             | Gi             | Ve             | Sa             | Do             | Lu             | Ma             | Me             | Gi             | Ve             |                |                |
| Dicembre       | Sa             | Do             | Lu             | Ma             | Me             | Gi             | Ve             | Sa             | Do             | Lu             | Ma             | Me             | Gi             | Ve             | Sa             | Do             | Lu             | Ma             | Me             | Gi             | Ve             | Sa             | Do             | Lu             | Ma             | Me             | Gi             | Ve             | Sa             | Do             | Lu             |                |